# Claudio Magris
Claudio Magris ([klaudio]; * 10. dubna 1939, Terst) je italský spisovatel, překladatel, germanista a esejista; bývá řazen k postmoderní literatuře.

## Život a dílo
Ač Ital, jeho velkým tématem je střední a východní Evropa – jeho rodný Terst býval součástí Habsburské monarchie a bývá ke střední Evropě někdy počítán. Proslavil se nejvíce „sentimentálním cestopisem“ Dunaj – románem, který vyšel roku 1986, a v němž postavil do protikladu Dunaj jako symbol hybridní a kosmopolitní středoevropské kultury a Rýn, zosobnění germánské ideje „čistoty rodu“.
Jeho dalším velkým tématem je němectví a jeho vztah k Evropě. Přednášel také germanistiku na univerzitě v Turíně, nyní je profesorem německé literatury na univerzitě v Terstu.
Český literární časopis A2 zařadil jeho román Poslepu mezi nejlepší světové prózy po roce 2000.
V letech 1994–1996 byl senátorem.
Píše fejetony do italského deníku Corriere della Sera.

## Výběr z bibliografie
- Illazioni su una sciabola
- Danubio (česky Dunaj, Odeon 1992)
- Stadelmann
- Un altro mare
- Microcosmi (česky Mikrokosmy, Mladá fronta 2000)
- Mito absburgico nella letteratura austriaca moderna (česky Habsburský mýtus v moderní rakouské literatuře, Barrister & Principal 2001)
- Lontano da dove: Joseph Roth e la tradizione (česky Daleko odkud: Joseph Roth a východožidovská tradice, Sefer 2009)
- Alla cieca (česky Poslepu, Mladá fronta 2011)
- Non luogo a procedere (česky Pro nedostatek důkazů, Mladá fronta 2019)
- Trieste (spoluautor Angelo Ara; česky Terst: identita na hranici, Academia 2021)
- Tempo curvo a Krems (česky Zakřivený čas v Kremži: pět povídek, Academia 2022)[2]
- Polene (česky Oči moře: sochy z lodních přídí, Academia 2022)[3]

## Vyznamenání a ocenění
- Čestný kříž Za vědu a umění I. třídy (1980, Rakousko)
- Čestný odznak Za vědu a umění (2012, Rakousko)
- rytíř Řádu umění a literatury (8. května 2009, Španělsko)[4]
- velkokříž Řádu zásluh o Italskou republiku (1. června 2001, Itálie)[5]
- zlatá Záslužná medaile za kulturu a umění (1998, Itálie)[6]
- Pour le Mérite (2014, Německo)
- velký záslužný kříž s hvězdou Záslužného řádu Spolkové republiky Německo (2015, Německo)[7]
- Rakouská státní cena za evropskou literaturu (2005)
- Mírová cena německých knihkupců (2009)
- Cena Strega (1997)
- Cena knížete asturského za literaturu (2004)[8]
- Cena Franze Kafky (2016)[9]